# Rudolf Georgi
Rudolf Georgi (* 17. Mai 1879 in Leipzig; † 17. Juli 1956 in Berlin) war ein deutscher Verlagsbuchhändler und Teilhaber des Paul Parey Verlags in Berlin.

## Leben

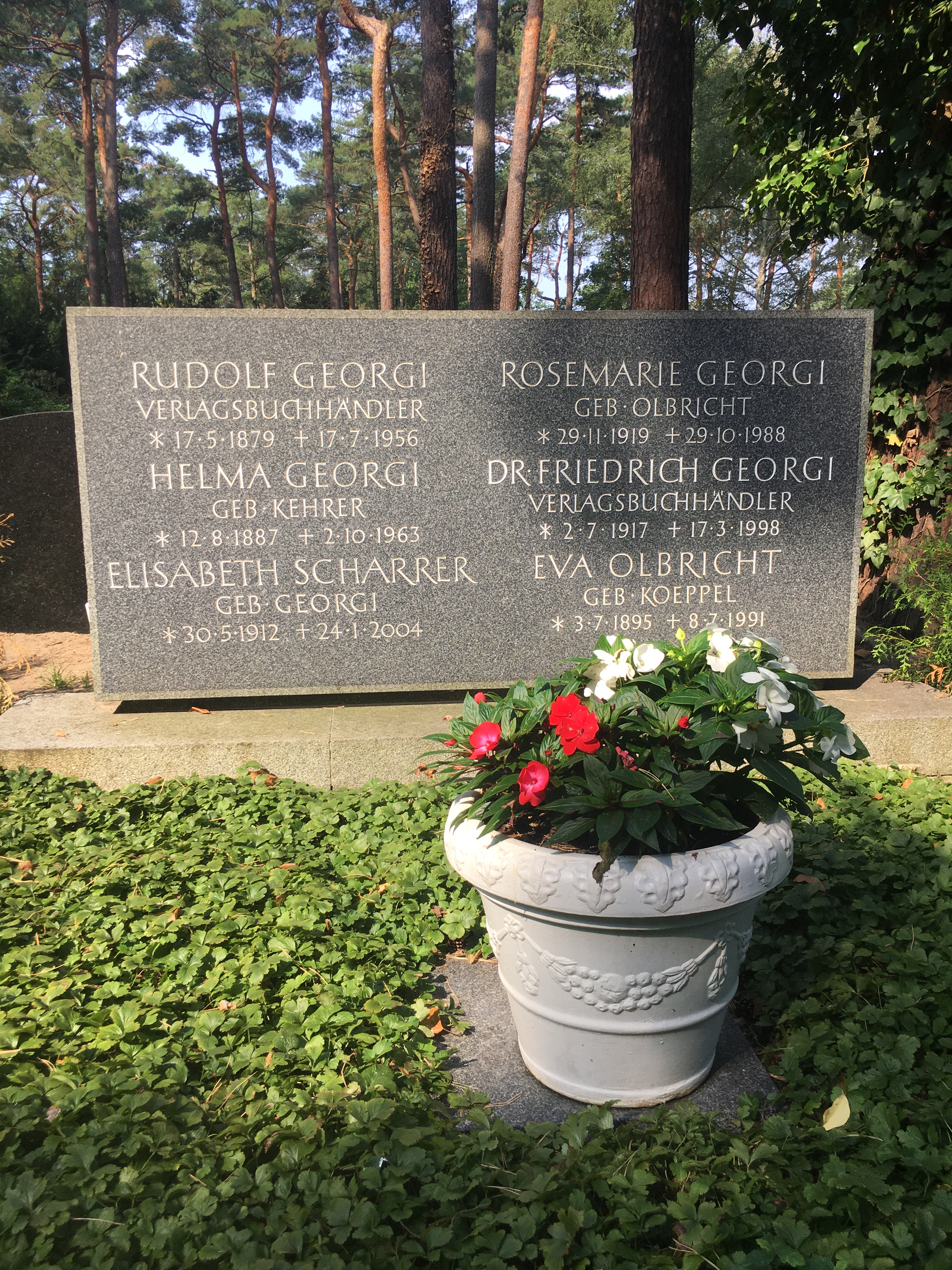
Familiengrabstätte Georgi

Sein Vater war der erste Leipziger Oberbürgermeister Otto Georgi. Seine Mutter Anna Gruner (1824–1925) war die Tochter eines Leipziger Großkaufmanns. Unter seinen sieben Geschwister war Arthur Georgi ebenfalls Verlagsbuchhändler und Besitzer des Paul Parey Verlags.
Rudolf Georgi besuchte von 1890 bis 1899 das Königliche Gymnasium seiner Vaterstadt, das er mit dem Reifezeugnis verließ. Anschließend erlernte er den Buchhändlerberuf. 1911 trat er als Teilhaber in den Paul Parey Verlag ein, den sein Bruder Arthur Georgi senior im Jahr 1900 übernommen hatte. Nach dem Tod seines Bruders 1945 führte er zusammen mit seinem Neffen Arthur Georgi junior den Verlag weiter. Zusammen bauten sie den Verlag weiter aus, bis gegen Ende des Zweiten Weltkrieges alliierte Bombenangriffe die Verlagsgebäude nahezu vollständig zerstörten und der gesamte Bestand in der Schlacht um Berlin verloren ging.
Nach dem Zweiten Weltkrieg war er maßgeblich am Wiederaufbau des Verlags beteiligt. Während sein Neffe 1951 die Leitung des neu gegründeten Hauses in Hamburg übernahm, führte er den Berliner Verlag, nun als Zweigniederlassung, bis zu seinem Tod im Jahre 1956 weiter.
Anlässlich seines 75. Geburtstages wurde er 1954 mit dem Großen Verdienstkreuz des Verdienstordens der Bundesrepublik Deutschland ausgezeichnet.
Rudolf Georgi starb 1956 im Alter von 77 Jahren in Berlin und wurde im Familiengrab Georgi auf dem Waldfriedhof Dahlem beigesetzt. (Feld 004-683)